# 忍パラサイト
『忍パラサイト』（にんパラサイト）は、りおしによる日本の漫画作品。4コマ漫画。『まんがタイムきららMAX』（芳文社）にて、2011年1月号から2012年1月号まで連載。単行本全1巻。キャラクターデザインとストーリーは座敷ウサギ（奥付での表記は「座敷」）が担当している。

## あらすじ
主人公・愛香が入浴していると、浴槽から突然、忍者を名乗る女の子・瑠璃が登場。瑠璃は一人前の忍者になるための最終条件「良いニオイを持つ乙女をつれて来る」に従って、愛香を忍者の里に連れ帰ろうとするが断られたため、そのまま愛香の家に居候をすることに。

## 登場人物
愛香（あいか）
主人公であるごく普通の女子高生。瑠璃曰く「良いニオイを持つ乙女」。魔法少女好き。
瑠璃（るり）
一人前の忍者になるために、忍者の里から来た忍者。「良いニオイのする乙女」を求めている。愛香の家に居候し、同じ学校に通うが、忍者であることは隠していない。語尾は「ござりゅ」。
小梅（こうめ）
瑠璃のライバルの忍者で、「瑠璃が一人前になるのを邪魔する」という名目で愛香の家に来るが、実際には「大好きな瑠璃に会うため」である。瑠璃同様、愛香の家に居候し同じ学校に通う。若々しい見かけによらず実は28歳。
北条さん（ほうじょうさん）
愛香の同級生。おとなしい性格。「忍者がカッコイイから」という理由で瑠璃に弟子入りする。忍者の知識が豊富で、瑠璃から教えてもらった忍術が使える。

## 単行本
1. 2011年12月26日 ISBN 978-4-83-224100-8